# Moerarchis australasiella
Moerarchis australasiella är en fjärilsart som beskrevs av Donovan 1805. Moerarchis australasiella ingår i släktet Moerarchis och familjen äkta malar. Inga underarter finns listade i Catalogue of Life.